# Lóth Dávid
Lóth Dávid Manó (Budapest, 1986. március 13. –) rövidpályás gyorskorcsolyázó.

## Élete

### Magánélete
1992-ben, hatévesen tanult meg korcsolyázni. A sportággal 1993-ban kezdett el komolyan foglalkozni, ekkor az Axel Sport Klubhoz igazolt, majd ezt követően a Debreceni Medikus Sport Egyesületnél folytatta a versenyzést. Néhány évvel később a Budapesti Korcsolyázó Diák Sport Egyesülethez igazolt át, ahol Kun Bálint Tibor volt az edzője. 2006-ban lett a Tornádó Rövidpályás Gyorskorcsolyázó Sport Egyesület tagja, ahol Bánhidi Ákos keze alá került. 1995 óta tagja a Magyar Válogatottnak.

### Sportkarrierje
A 2010-es drezdai rövidpályás gyorskorcsolya Európa-bajnokságon, az 1500 méter elődöntős futamában a hatodik helyen végzett, az 1000 méteres futamban a 23. helyen zárt, míg 500 méteren már a selejtezőkben kiesett, és a 29. lett. Az összetettben a 23. pozíciót szerezte meg. A 2014-es világbajnokságon 1500 méteren 28., 500 méteren 35., 1000 méteren 24. lett.

## Legjobb időeredményei
| Táv    | Idő      | Dátum             | Helyszín | Esemény          | Megjegyzés |
| ------ | -------- | ----------------- | -------- | ---------------- | ---------- |
| 500 m  | 43,246   | 2009. február 14. | Drezda   | világkupa        |            |
| 1000 m | 1:28,083 | 2010. január 24.  | Drezda   | Európa-bajnokság |            |
| 1500 m | 2:17,906 | 2010. január 22.  | Drezda   | Európa-bajnokság |            |
| 3000 m | 4:56,226 | 2004. október 3.  | Bécs     | Vienna Kupa      |            |

## Eredmények
| rendezvény                            | helyezés       | helyezés | helyezés  | helyezés  | helyezés                   | helyezés             |
| rendezvény                            | összetett- ben | 500 m-en | 1000 m-en | 1500 m-en | 3000 m-es szuper- döntőben | 5000 m-es váltó- ban |
| ------------------------------------- | -------------- | -------- | --------- | --------- | -------------------------- | -------------------- |
| Vienna Kupa, Bécs, 2003               |                |          |           |           |                            |                      |
| világkupa, Bécs, 2005                 | 50.            | 47.      | 48.       | 43.       | –                          |                      |
| Európa-bajnokság, Krynica-Zdrój, 2006 | 41.            | 30.      | 42.       | 40.       |                            |                      |
| Magyar Bajnokság, Budapest, 2007      | 6.             | 4.       | 9.        | 4.        | 6.                         |                      |
| világkupa, Salt Lake City, 2008       |                | 39.      | –         | 25.       |                            | kizárták             |
| világkupa, Vancouver, 2008            |                | 28.      | –         | 19.       |                            | 12.                  |
| világkupa, Szófia, 2009               |                | –        | 23.       | 25.       |                            | 11.                  |
| világkupa, Drezda, 2009               |                | 29.      | 23.       | –         |                            | 12.                  |
| Magyar Bajnokság, Budapest, 2009      |                |          |           |           |                            |                      |
| világkupa, Drezda, 2010               | 23.            | 29.      | 23.       | 17.       | –                          | –                    |
| Magyar Bajnokság, Budapest, 2011      | 5.             |          | 6.        | 12.       | 5.                         |                      |
| Magyar Bajnokság, Budapest, 2011      | 10.            | 11.      | 8.        | 11.       | –                          | –                    |
| világkupa, Nagoya, 2012               |                | –        | –         | 38.       |                            | –                    |
| világkupa, Sanghaj, 2012              |                | –        | 24.       | VL        |                            | –                    |
| világkupa, Szocsi, 2013               |                | 46.      | 45.       | –         |                            | 12.                  |